# قصبه آلمریا
 قصبهٔ آلمریا (Alcazaba of Almería) یک دژ مستحکم نظامی قدیمی در آلمریا در جنوب اسپانیا است. اصطلاح معماری قصبه برگرفته از کلمه عربی (القَصَبَة) به معنی قلعه محصور در یک شهر است.
عنوان شهر (مدینه) در دوران خلافت عبدالرحمن سوم به این منطقه داده شد و ساخت یک ارگ دفاعی واقع در بخش بالایی شهر در این دوره آغاز شد. این منطقه مسکونی نه تنها برج‌ها و دیوارهای بلند داشت، بلکه دارای میدان‌ها، خانه‌ها و مسجد نیز بود و قرار بود مقر حکومت محلی باشد و شهر و مناطق آبی مجاور را اداره کند.
این استحکامات در دوران حکومت منصور بن ابی عامر و خیران الصقلبی توسعه یافت و هدفش حفاظت از بزرگ‌ترین شهر منطقه در آن زمان یعنی پچینا بود.
در سال‌های اخیر از این منطقه تاریخی، برای فیلم‌برداری برخی فیلم‌ها و سریال‌های تلویزیونی استفاده شده‌است:
- کونان بربر[۲]
- ایندیانا جونز و آخرین جنگ صلیبی[۳][۴]
- دیگر هرگز نگو هرگز[۵]
- زن شگفت‌انگیز ۱۹۸۴[۶][۷][۸]
- شهبانوی شمشیرها[۹][۱۰]
- فصل ۶ سریال تلویزیونی بازی تاج‌وتخت[۱۱] (مرکز حکمرانی خاندان مارتل)